# خطة بفن
خطة بفن التي وُصِفت أيضًا بـخطة بفن بيلي كانت المحاولة الأخيرة لبريطانيا في منتصف القرن العشرين لحل الوضع المضطرب الذي نشأ بين العرب المقيمين واليهود المهاجرين في فلسطين الانتدابية.
اقترح الخطة وزير الخارجية البريطاني إرنست بفن في مؤتمر لندن عام 1946-1947، عقب رفض خطة موريسون-جرادي. كان الدبلوماسي هارولد بيلي هو من نصح بفن لإنشاء خطة.
تم رفض الخطة من قِبَل جميع الأطراف.
تم تصوير بفن وبيلي لاحقًا في صورة سلبية في الأسطورة الإسرائيلية «كقابلة حاقدة عند ولادة الدولة». بعد رفض الخطة، أحالت الحكومة البريطانية قضية فلسطين إلى الأمم المتحدة، مما أدى إلى إنشاء لجنة الأمم المتحدة الخاصة بفلسطين.
كان عدد من عناصر خطة بفن مشابهًا لمقترح الوصاية الأمريكية لفلسطين في آذار 1948، والذي تم اقتراحه بعد أربعة أشهر من خطة الأمم المتحدة لتقسيم فلسطين.

## الخطة
حافظت الخطة على مبدأ تقسيم الدولة المقترح في خطة موريسون-جرادي، مع اقتراح وضع فلسطين تحت نظام وصاية مدته خمس سنوات.
سيتم السماح بدخول «100000 نازح»، المقترَح في تقرير هاريسون، بمعدل 4000 مهاجر شهريًا على مدار عامين.
من وجهة النظر الصهيونية كانت الخطة أسوأ من خطة موريسون-جرادي حيث لم تقترح التقسيم في نهاية فترة الوصاية. وبدلاً من ذلك، اقترحت انتخاب «جمعية تأسيسية»، تتطلب قراراتها «أغلبية الممثلين اليهود وأغلبية الممثلين العرب».

## الفهرس
- ليفينبيرج، هـ. «خيبة أمل بفن: مؤتمر لندن، خريف 1946»، دراسات الشرق الأوسط، المجلد. 27، رقم 4 (تشرين الأول 1991)، الصفحات 615–630

## روابط خارجية
خطة بفن، عام 1947